# バヌアツの国章
バヌアツの国章（バヌアツのこくしょう）とは1980年2月18日に制定されたバヌアツの紋章のこと。
山の上に立つ戦士の姿をデザインしている。

## 構成
- 戦士の背後にはバヌアツの国旗にあるものと同じ、儀式に使う猪の牙がある。この牙は富と繁栄の象徴。
- 2本の葉はナメレと呼ばれるシダの一種で平和の象徴。聖域への通行許可証としての役割も果たしていた。
- 戦士が立つのはバヌアツには多い火山である。
- 戦士はメラネシアの伝統的な戦士の装いで槍を抱えている。
- 金のリボンにはビスラマ語でLong God yumi stanap「神と共に在り」の標語がある。